# Награда на литературните домове
Наградата на литературните домове (на немски: Preis der Literaturhäuser) е учредена през 2002 г. и се присъжда ежегодно от Мрежата на литературните домове по време на Лайпцигския панаир на книгата. Удостоява се немскоезичен автор „за изключителни качества на творбата и нейното представяне“.
Наградате се състои в лекционно пътуване из общо 14-те обединени в мрежата литературни дома, отделен хонорар на стойност 15 000 € и презентация във всеки от посетените домове.

## Носители на наградата
- 2002: Улрике Дрезнер
- 2003: Бодо Хел
- 2004: Петер Курцек
- 2005: Михаел Ленц
- 2006: Уве Колбе
- 2007: Сибиле Левичаров
- 2008: Анселм Глюк
- 2009: Илия Троянов
- 2010: Томас Капелски
- 2011: Елке Ерб
- 2012: Феридун Заимоглу
- 2013: Ханс Цишлер
- 2014: Юдит Шалански
- 2015: Николас Малер
- 2016: Улф Щолтерфот
- 2017: Терезия Мора
- 2018: Ярослав Рудиш
- 2019: Антйе Равич Щрубел